# Alice attraverso lo specchio
Alice attraverso lo specchio (Alice Through the Looking Glass) è un film del 2016 diretto da James Bobin.
Il film è il sequel e prequel di Alice in Wonderland del 2010, liberamente ispirato al romanzo Attraverso lo specchio e quel che Alice vi trovò di Lewis Carroll.
Tra gli interpreti principali figurano Johnny Depp, Mia Wasikowska, Anne Hathaway e Helena Bonham Carter, già presenti nel primo film. Il film è dedicato ad Alan Rickman, voce originale del Brucaliffo, deceduto all'inizio del 2016.

## Trama
Alice Kingsleigh ha trascorso tre anni come capitano della nave ereditata dal padre. Tornata a Londra dopo un avventuroso viaggio in Cina, la ragazza scopre che il suo ex fidanzato, lord Hamish Ascott, ha ereditato il controllo della compagnia dal defunto padre. Questi complotta per costringere la madre di Alice a vendergli la nave in cambio della propria casa, su cui grava un'ipoteca, e ridurre Alice a una umile mansione di impiegata, un'evidente ripicca per il rifiuto che la ragazza aveva riservato alla sua proposta di matrimonio anni prima. Dopo uno scontro con la madre, poiché non sa rinunciare alla nave tanto cara all'amatissimo e sempre compianto padre, Alice segue una farfalla che riconosce essere il Brucaliffo e, attraversando magicamente uno specchio, fa ritorno nel Sottomondo.
La ragazza, accolta dai suoi amici, la Regina Bianca, il Bianconiglio, i gemelli Pincopanco e Pancopinco, il Ghiro, Bayard e lo Stregatto, viene da loro informata che il Cappellaio Tarrant Altocilindro è più matto del solito ed è divenuto triste e poco amichevole. Alice gli fa visita e tenta di consolarlo, ma il Cappellaio ha sviluppato la convinzione che la sua famiglia, data per morta anni fa, sia ancora viva, sopravvissuta all'attacco del Ciciarampa nel Giorno Orristraziante. Questa convinzione è nata dal fatto che tempo prima Tarrant aveva trovato un piccolo cappello di carta blu, il primo cappello da lui realizzato come dono per il padre. Se quel cappello non è stato distrutto durante il Giorno Orristraziante, allora la famiglia Altocilindro dev'essere ancora viva.
Quando Alice, dispiaciuta ma disillusa, tenta di farlo ragionare, il suo lato oscuro riemerge e il Cappellaio la respinge, negando che possa davvero essere la "sua" Alice, colei che gli avrebbe creduto.
Credendo che trovare la famiglia del Cappellaio sia l'unico modo per fermare il deterioramento della sua salute, la Regina Bianca suggerisce ad Alice di consultare il Tempo in persona per convincerlo a salvare la famiglia del Cappellaio nel passato. Nel palazzo del Tempo, Alice si imbatte nella Cronosfera, oggetto che alimenta il Grande Orologio di Ogni Tempo e con il quale è possibile viaggiare nel tempo.
Malgrado il Tempo l'avvisi che tentare di alterare il tempo è troppo pericoloso, Alice decide di rubare la Cronosfera, poco dopo avere scoperto che la Regina Rossa esiliata, Iracebeth, ha intrapreso una relazione con il Tempo e desidera a sua volta il prezioso oggetto per cambiare la sua sorte. Alice tenta di tornare indietro fino al Giorno Orristraziante, ma viene raggiunta dal Tempo e accidentalmente finisce al giorno dell'incoronazione di Iracebeth. Inoltre la Regina fa in tempo a riconoscerla.
All'incoronazione, un Cappellaio Matto più giovane non riesce a controllare le risate quando la Regina Rossa non riesce a far entrare la testa nella corona reale. Questo provoca a Iracebeth una terribile crisi di nervi e il popolo comincia a farsi ingiustamente beffe di lei. Suo padre, ritenendola inappropriata al ruolo che le spetta, passa il titolo di regina alla sorella minore Mirana, la Regina Bianca. La sopportazione di Iracebeth finisce e la ragazza disperata fugge, implorando l'amore di almeno una persona e insultando colei che ritiene la causa dei suoi mali, ovvero la sorella. Alice, suo malgrado dispiaciuta, non può che assistere alla scena. Tarrant in seguito viene severamente redarguito dal proprio padre per essersi burlato della regina e se ne va, credendo che lo consideri una delusione.
Alice scopre un evento nel passato delle due sorelle che aveva provocato la rottura tra loro e viaggia nuovamente indietro nel tempo, sperando di cambiare le vie del destino di Iracebeth e impedire così che il Ciciarampa uccida la famiglia del Cappellaio, incontrando le versioni più giovani dei suoi amici del Sottomondo. Si scopre che Mirana da ragazzina aveva rubato dei biscotti a sua madre e li aveva mangiati nascondendone le briciole sotto il letto di Iracebeth, la quale venne ingiustamente accusata; Alice la vede correre fuori dal castello disperata e le fa evitare lo scontro con un grosso orologio a pendolo, ma non può impedirle di battere la testa ai piedi di una statua, evento che causerà l'ingrandirsi della sua testa. È da questo momento che Iracebeth comincia a sentirsi inutile e abbandonata a favore della sorella. Ormai convinta che il passato sia immutabile, Alice scorge il padre di Tarrant conservare il cappello di carta blu regalatogli dal figlio, nonostante poco prima l'avesse buttato. Alice capisce così che il Cappellaio aveva ragione e decide di tentare di nuovo di arrivare al Giorno Orristraziante per vedere cosa accadde davvero agli Altocilindro, in modo da poterli salvare nel presente.
In seguito Alice si ritrova di fronte un indebolito Tempo, che la redarguisce per avere messo in pericolo l'ordine dell'universo rubando la Cronosfera. Per evitare di essere catturata, Alice entra in uno specchio e torna nel suo mondo, dove si risveglia sul letto di un manicomio, con una diagnosi di grave isteria. Con l'aiuto della madre Alice riesce però a fuggire e, recuperata la Cronosfera, torna a Sottomondo. Giunta al giorno dell'attacco del Ciciarampa, Alice scopre che la famiglia del Cappellaio non è stata uccisa, ma è stata catturata dalla Regina Rossa per vendetta. Alice torna nel presente, ma trova il Cappellaio in punto di morte.
Quando Alice in lacrime gli dice che ora gli crede, il Cappellaio si risveglia e riacquisisce le forze. Il gruppo si reca al castello della Regina Rossa alla periferia di Sottomondo per liberare gli Altocilindro, che trovano rimpiccioliti e intrappolati in una teca per formiche. Preparata al loro arrivo dopo essere stata informata dal Tempo, la Regina Rossa li cattura e sottrae la Cronosfera ad Alice, tornando al giorno in cui la sorella aveva mentito riguardo ai biscotti, portandola con sé.
Il Tempo dice ad Alice che deve impedire a ogni costo alla Regina Rossa di incontrare se stessa nel passato, altrimenti distruggerà l'universo. Tuttavia Alice giunge troppo tardi per impedire l'incontro fatale: Iracebeth, adirata per l'ennesima bugia della sorella (cerca di costringerla ad ammettere di avere mangiato i biscotti così da cambiare il passato), apre le porte, decisa a rivelare alla madre che la sorella aveva mentito. Quasi istantaneamente la Iracebeth del passato e quella del presente si pietrificano e così il resto della scena. Il tempo diventa irrilevante e l'universo inizia a pietrificarsi, mentre il Grande Orologio comincia ad arrugginire e il Tempo si deteriora tra atroci sofferenze. Usando la Cronosfera, Alice, il Cappellaio e le due regine (Mirana, per il troppo rimorso, non riesce ad abbandonare nel nulla la sorella pietrificata) inseguiti dalla degradazione dell'universo, tornano nel presente, dove Alice riesce in extremis a rimettere la Cronosfera al suo posto.
Con la Cronosfera stabilizzata, l'universo torna com'era. Il Cappellaio si riunisce ai suoi familiari e li riporta alle dimensioni normali, quindi si riconcilia con loro. Mirana finalmente ammette i suoi errori e, addolorata davanti all'ennesimo sfogo disperato della sfortunata sorella, ammette finalmente di avere mangiato i biscotti. La Regina Rossa esce finalmente dal vortice di crudeltà in cui il dolore l'aveva rinchiusa e le sorelle si riconciliano. Una volta compiuta la missione, Alice dice addio ai suoi amici e torna nel suo mondo. La madre rifiuta infine di restituire la nave di Alice a lord Ascott, a costo di perdere la propria casa. Le due decidono allora di viaggiare per il mondo insieme, fondando la compagnia navale "Kingsleigh & Kingsleigh".
Nelle scene disegnate in accompagnamento ai titoli di coda, vediamo un Sottomondo finalmente felice e in pace, con il Tempo che prende parte ai tè del Cappellaio e compagnia — pur continuando a burlarsi di loro con il suo potere — e Mirana con Iracebeth ormai regina del Sottomondo, fatto che le permette di sentirsi finalmente accettata e amata dagli abitanti del suo paese.

## Produzione
Il 7 dicembre 2012 viene annunciato l'avvio del progetto, con la conferma di Linda Woolverton come sceneggiatrice. Il 30 maggio 2013 James Bobin viene scelto come regista del film, il cui titolo di lavorazione è Alice in Wonderland: Into the Looking Glass. Nel gennaio 2014 il titolo viene cambiato in Alice in Wonderland: Through the Looking Glass e nel corso del 2015 diviene Alice Through the Looking Glass, mentre quello italiano, Alice attraverso lo specchio, viene annunciato il 5 novembre 2015.

### Riprese
Le riprese del film iniziano il 4 agosto 2014 agli Shepperton Studios e terminano il 31 ottobre dello stesso anno.
Il budget del film è stato di 170 milioni di dollari.

## Promozione
Il primo teaser trailer del film viene diffuso il 1º novembre 2015, con il titolo It's Time to Go Back; il giorno seguente, il 2 novembre, viene diffuso un secondo teaser dal titolo It's About Time, e il 3 novembre ne viene diffuso un terzo, dal titolo Time Is Not on Your Side. L'ultimo teaser, infine, viene diffuso il 4 novembre, con il titolo Time Has Come.
Il primo trailer esteso viene diffuso il 5 novembre 2015, seguito poco dopo da quello italiano.

## Distribuzione
La pellicola è stata distribuita nelle sale cinematografiche statunitensi a partire dal 27 maggio 2016 e in quelle italiane due giorni prima, dal 25 maggio.

### Edizione italiana
La direzione del doppiaggio è a cura di Rodolfo Bianchi, su dialoghi di Valeria Piccolo, per conto della Dubbing Brothers Int. Italia.

## Accoglienza

### Incassi
Il film ha incassato globalmente 299457024 $, riportando una perdita per la Disney di circa 70 milioni di dollari.

### Critica
Il film ha ricevuto recensioni negative da parte della critica: sul sito Rotten Tomatoes ottiene solo il 29% delle recensioni professionali positive con un voto medio di 4,6 su 10, basato su 261 recensioni. Su Metacritic ottiene un punteggio di 34 su 100 basato su 42 recensioni.

## Riconoscimenti
- 2017 - Saturn Award[18]
  - Candidatura al migliori costumi a Colleen Atwood
- 2017 - Satellite Award[19]
  - Candidatura alla migliore scenografia a Dan Hennah
  - Candidatura ai migliori costumi a Colleen Atwood
- 2017 - People's Choice Award[20]
  - Candidatura al film per famiglie preferito dal pubblico
- 2017 - Visual Effects Society[21]
  - Candidatura ai migliori effetti simulativi in un film